# Druivenkoers 1986
La Druivenkoers 1986, ventiseiesima edizione della corsa, si svolse il 26 agosto 1986 su un percorso di 186 km, con partenza e arrivo a Overijse. Fu vinta dal belga Marc Somers della Lotto-Eddy Merckx davanti ai suoi connazionali Patrick Onnockx e Marc Maertens.

## Ordine d'arrivo (Top 10)
| Pos. | Corridore       | Squadra               | Tempo    |
| ---- | --------------- | --------------------- | -------- |
| 1    | Marc Somers     | Lotto-Eddy Merckx     | 4h27'00" |
| 2    | Patrick Onnockx | Lotto-Eddy Merckx     |          |
| 3    | Marc Maertens   | TeVe Blad-Eddy Merckx |          |